# Chicago 18
Chicago 18 je petnajsti studijski album chichaške rock zasedbe Chicago, ki je izšel 29. septembra 1986. To je prvi album skupine, pri katerem ni sodeloval ustanovni član Peter Cetera in prvi album, pri katerem je sodeloval basist in vokalist Jason Scheff. Album je produciral David Foster.
Cetera je zaradi solo kariere Chicago zapustil leta 1985, v skupino pa je namesto njega prišel Jason Scheff. Največkrat uporabljena glasova sta sedaj pripadala najnovejšima članoma zasedbe, Scheffu in Billu Champlinu, ki se je skupini pridružil leta 1981.
Skupina je posnela nadgrajeno oz. posodobljeno verzijo klasike »25 or 6 to 4« (48. mesto). Ko je Foster Scheffu dejal, da bi moral odpeti novo verzijo skladbe, ga je ta vprašal kako, Foster pa mu je odvrnil »tako kot (Peter) Cetera«. Hit skladbi sta postali »Will You Still Love Me?« (3. mesto) in »If She Would Have Been Faithful...« (17. mesto). Scheff je odpel vse tri single. Album vsebuje tudi kratko instrumentalno skladbo »Free Flight« (James Pankow). Chicago 18 je dosegla zlat certifikat, na lestvici Billboard 200 pa se je uvrstila na 35. mesto. V Združenem kraljestvu se ni uvrstila na lestvico.

## Seznam skladb
| Stran 1 | Stran 1                              | Stran 1                               | Stran 1                     | Stran 1 |
| Št.     | Naslov                               | Pisec                                 | Vokal                       | Dolžina |
| ------- | ------------------------------------ | ------------------------------------- | --------------------------- | ------- |
| 1.      | „Niagara Falls‟                      | Steve Kipner/Bobby Caldwell           | Jason Scheff, Bill Champlin | 3:43    |
| 2.      | „Forever‟                            | Robert Lamm/Bill Gable                | Lamm                        | 5:17    |
| 3.      | „If She Would Have Been Faithful...‟ | Kipner/Randy Goodrum                  | Scheff, Champlin            | 3:51    |
| 4.      | „25 or 6 to 4‟                       | Lamm/James Pankow                     | Scheff                      | 4:20    |
| 5.      | „Will You Still Love Me?‟            | David Foster/Tom Keane/Richard Baskin | Scheff, Champlin            | 5:44    |

| Stran 2         | Stran 2                      | Stran 2                                 | Stran 2                | Stran 2 |
| Št.             | Naslov                       | Pisec                                   | Vokal                  | Dolžina |
| --------------- | ---------------------------- | --------------------------------------- | ---------------------- | ------- |
| 6.              | „Over and Over‟              | Lamm/James Newton Howard/Steve Lukather | Lamm                   | 4:20    |
| 7.              | „It's Alright‟               | Bill Champlin/Foster                    | Champlin               | 4:29    |
| 8.              | „Free Flight‟                | Pankow                                  | instrumental           | 0:25    |
| 9.              | „Nothin's Gonna Stop Us Now‟ | Scheff/Buzz Feiten                      | Scheff                 | 4:25    |
| 10.             | „I Believe‟                  | Champlin                                | Champlin, with Scheff  | 4:20    |
| 11.             | „One More Day‟               | Pankow/Carmen Grillo                    | Lamm, Champlin, Scheff | 4:13    |
| Skupna dolžina: | Skupna dolžina:              | Skupna dolžina:                         | Skupna dolžina:        | 45:19   |

Med snemanjem albuma je bila posneta tudi skladba »When Will the World Be Like Lovers?«, katere ponovno posneta verzija je izšla leta 1995 na Lammovem solo albumu Life Is Good In My Neighborhood. Originalna verzija skladbe je dostopna na spletu.

## Osebje

### Chicago
- Bill Champlin – klaviature, vokal
- Robert Lamm – klaviature, vokal
- Lee Loughnane – trobenta
- James Pankow – trombon, trobilni aranžmaji
- Walter Parazaider – pihala
- Jason Scheff – bas, vokal
- Danny Seraphine – bobni, programiranje
- Avtorji vokalnih aranžmajev so Chicago, Bill Champlin in David Foster

### Dodatni glasbeniki
- Michael Landau – kitara
- Howard "Buzz" Feiten – kitara
- Steve Lukather – kitara
- David Foster – klaviature, dodatni aranžmaji
- Tom Keane – klaviature, spremljevalni vokal
- Bo Tomlyn – sintetizator, programiranje
- Rhett Lawrence – sintetizator, programiranje
- David Boruff- sintetizator, programiranje
- Michael Boddicker – sintetizator, programiranje
- Jeremy Lubbock – godalni aranžmaji pri »If She Would Have Been Faithful...«, »Will You Still Love Me« in »I Believe«
- Jules Chakin – dirigent godal
- Gerald Vinci – koncertni mojster
- Betty Joyce – dirigent otroškega zbora pri »One More Day«
- John Joyce – dirigent otroškega zbora pri »One More Day«
- Rebecca Clinger, Christopher Leach, Julie Leach, Myhanh Tran, Peter Wade, Jason Pasol, Brandon Roberts, Alitzah Wiener, Betty Joyce, Laurie Parazaider, Felicia Parazaider, Melody Wright & Bettina Bush – otroški zbor pri »One More Day«

### Produkcija
- Producent: David Foster
- Inženiring, miks: Humberto Gatica
- Asistenti: Claudio Ordenes, Ray Pyle, Britt Bacon, David Garfield, Laura Livingston
- Mastering: George Marino
- Umetniški direktor: Jeffrey Kent Ayeroff
- Oblikovanje: Hugh Brown, Jeri McManus
- Naslovnica: Maria Sarno
- Fotografija: Hugh Brown
- Garderoba: Kali Korn
- Skupinska fotografija: Guy Webster